# Axel Rudi Pell
Axel Rudi Pell (* 27. Juni 1960 in Bochum) ist ein deutscher Hard-Rock- und Heavy-Metal-Gitarrist. Seine Band trägt ebenfalls diesen Namen.

## Werk & Leben

### Steeler
1984 erschien das nach ihr benannte Debütalbum von Pells erster Band Steeler. Es folgten drei weitere Alben – Rulin’ the Earth (1985), Strike Back (1986) und Undercover Animal (1987) –, bevor sich die Band 1989 auflöste. Sänger war der spätere EMI-Manager und Comedy-Produzent Peter Burtz.

### X-Mas Project
Das X-Mas Project war ein deutsches Thrash- und Heavy-Metal-Weihnachtsalbum-Projekt, das 1985 gegründet wurde. Pell spielte hier die Gitarre.

### Axel Rudi Pell
1989 erschien Wild Obsession, das erste Album von Pells neuer Band, die sich unter seinem Namen formierte. Neben Pell waren auf dem Debüt-Album Charlie Huhn von der Begleitband Gary Moores und von der Band Victory, Volker Krawczak von Steeler, Jörg Deisinger von Bonfire, Bodo Smuszynski, Jörg Michael von Mekong Delta und Running Wild, George Hahn und Rüdiger König zu hören. Produzent der Einspielung war Uli Pösselt.
1991 erschien das zweite Album Nasty Reputation, härter als sein Vorgänger. Es war zu einer Reihe von Besetzungswechseln gekommen. Statt Huhn hatte Rob Rock von Impellitteri den Gesang übernommen, Deisinger und Smuszynski hatten die Band ersatzlos verlassen. Statt Hahn und König übernahm nun Kai Raglewski die Keyboard-Parts.
1992 kam Eternal Prisoner auf den Markt, auf dem Jeff Scott Soto Rob Rock ersetzt hatte. Dann verließ Raglewski die Band. Julie Greaux wurde als Ersatz angeheuert und spielte bis 1996 auf einem Live- und zwei Studio-Alben. Drummer Jörg Michael hatte sich inzwischen zusätzlich zu seiner A.R. Pell-Arbeit der Band Stratovarius angeschlossen. Auf Magic von 1997 war mit Christian Wolff schon wieder ein neuer Keyboarder zu hören. Inzwischen konnte man deutliche Einflüsse von Deep Purple und vor allem Rainbow aus den Aufnahmen heraushören.
1998 verließ Soto die Band. Johnny Gioeli von Hardline debütierte als neuer Sänger auf Oceans of Time. Den Verschleiß an Keyboardern fortsetzend spielte nun Ferdy Doernberg von Rough Silk statt Wolff auf dem Album. Noch im selben Jahr verließ der langjährige Drummer Michael die Band. Man fand Ersatz in Mike Terrana, der schon mit Yngwie Malmsteen und Tony MacAlpine gespielt hatte, und auch bei Rage aktiv war. In dieser nun stabilen Besetzung wurde in den folgenden Jahren eine Reihe von Alben veröffentlicht. Auch spielte die Band auf verschiedenen deutschen Musikfestivals, so z. B. 2005 auf dem Wacken Open Air und beim Bang Your Head. Im August 2006 kam Mystica auf dem Markt.
Am 28. September 2007 erschien das Coveralbum Diamonds Unlocked. Enthalten sind u. a. bekannte Hits wie In the Air Tonight von Phil Collins und Beautiful Day von U2. Am 22. Februar 2008 erschien die zweite Doppel-DVD von Axel Rudi Pell mit Namen Live Over Europe. Die erste DVD ist eine Aufzeichnung des Auftritts beim „Rock-Hard“-Festival 2007, die zweite ist ein offizielles Bootleg mit größtenteils „unprofessionellen“ Aufnahmen.
Am 24. Oktober 2008 erschien das Album Tales of the Crown. Am Ende des Liedes Riding on an Arrow singt der vierjährige Sohn des Sängers Johnny Gioeli den letzten Refrain. Während der Tour zu diesem Album spielte die Band u. a. als Vorband für Heaven And Hell und auf dem Wacken Open Air.
Das darauffolgende Album The Crest erschien am 23. April 2010. Außerdem erschien am 23. September 2011 die Kompilation The Ballads IV. Dazu wurde Ende August die Single Hallelujah (ein Cover des Songs von Leonard Cohen) veröffentlicht, zu der es erstmals seit 1994 ein Musikvideo gibt.
2012 erschien das Album Circle of the Oath. 2013 gab es keine Konzerte, am 9. Juli des Jahres verkündete Pell via Facebook, dass Mike Terrana die Band nach 15 Jahren aufgrund von Terminproblemen verlassen musste. Nachfolger wurde Bobby Rondinelli (u. a. Ex-Black Sabbath), der bereits auf dem am 22. August 2014 erschienenen Album Into The Storm die Drums eingespielt hatte.
Zum 25-jährigen Jubiläum 2014 spielte Axel Rudi Pell auf dem Festival Bang Your Head eine spezielle Axel Rudi Pell & Friends-Show. Dabei ist er auch mit seiner ehemaligen Band Steeler aufgetreten. Als Gäste waren Vinny Appice, Graham Bonnet, Doogie White, Tony Carey, John Lawton, Ronnie Atkins, Michael Voss, Rebellious Spirit und Sabina Classen von der Partie. Auch die Ex-Mitglieder Jeff Scott Soto, Rob Rock und Jörg Michael spielten bei dem Konzert mit. Die Show wurde aufgezeichnet und erschien am 24. April 2015 in Deutschland als DVD-, Blu-ray- oder CD-Box-Set unter dem Namen Magic Moments – 25th Anniversary Special Show.
Am 15. Januar 2016 wurde das Studioalbum Game of Sins veröffentlicht, der Nachfolger Knights Call erschien am 23. März 2018. Am 6. April 2020 veröffentlichte Axel Rudi Pell den Song Quarantined 1, den er aufgrund der COVID-19-Pandemie eingespielt hatte. Am 8. Mai 2020 wurde das 19. Studioalbum Sign of the Times publiziert.

## Diskografie
Alle genannten Alben und DVDs wurden bei Steamhammer/SPV veröffentlicht.

### Studioalben
| Jahr | Titel                | Höchstplatzierung, Gesamtwochen, AuszeichnungChartplatzierungen (Jahr, Titel, Platzierungen, Wochen, Auszeichnungen, Anmerkungen) | Höchstplatzierung, Gesamtwochen, AuszeichnungChartplatzierungen (Jahr, Titel, Platzierungen, Wochen, Auszeichnungen, Anmerkungen) | Höchstplatzierung, Gesamtwochen, AuszeichnungChartplatzierungen (Jahr, Titel, Platzierungen, Wochen, Auszeichnungen, Anmerkungen) | Anmerkungen                                         |
| Jahr | Titel                | DE | AT | CH | Anmerkungen                                         |
| ---- | -------------------- | --- | --- | --- | --------------------------------------------------- |
| 1989 | Wild Obsession       | — | — | — | Erstveröffentlichung: 1. Dezember 1989              |
| 1991 | Nasty Reputation     | — | — | — | Erstveröffentlichung: 1. Mai 1991                   |
| 1992 | Eternal Prisoner     | — | — | — | Erstveröffentlichung: 1. Oktober 1992               |
| 1994 | Between the Walls    | DE90 (3 Wo.)DE | — | — | Erstveröffentlichung: 1. Mai 1994                   |
| 1996 | Black Moon Pyramide  | DE87 (5 Wo.)DE | — | — | Erstveröffentlichung: 7. März 1996                  |
| 1997 | Magic                | DE77 (2 Wo.)DE | — | — | Erstveröffentlichung: 15. Mai 1997                  |
| 1998 | Oceans of Time       | DE58 (2 Wo.)DE | — | — | Erstveröffentlichung: 14. September 1998            |
| 2000 | The Masquerade Ball  | DE37 (3 Wo.)DE | — | — | Erstveröffentlichung: 28. März 2000                 |
| 2002 | Shadow Zone          | DE22 (3 Wo.)DE | — | — | Erstveröffentlichung: 29. April 2002                |
| 2004 | Kings and Queens     | DE40 (2 Wo.)DE | — | — | Erstveröffentlichung: 1. März 2004                  |
| 2006 | Mystica              | DE27 (2 Wo.)DE | — | — | Erstveröffentlichung: 25. August 2006               |
| 2007 | Diamonds Unlocked    | DE60 (1 Wo.)DE | — | CH91 (1 Wo.)CH | Erstveröffentlichung: 28. September 2007 Coveralbum |
| 2008 | Tales of the Crown   | DE41 (1 Wo.)DE | — | CH81 (1 Wo.)CH | Erstveröffentlichung: 24. Oktober 2008              |
| 2010 | The Crest            | DE22 (4 Wo.)DE | AT68 (1 Wo.)AT | CH38 (1 Wo.)CH | Erstveröffentlichung: 23. April 2010                |
| 2012 | Circle of the Oath   | DE16 (4 Wo.)DE | AT55 (1 Wo.)AT | CH30 (2 Wo.)CH | Erstveröffentlichung: 23. März 2012                 |
| 2014 | Into the Storm       | DE5 (5 Wo.)DE | AT40 (1 Wo.)AT | CH9 (4 Wo.)CH | Erstveröffentlichung: 17. Januar 2014               |
| 2016 | Game of Sins         | DE11 (4 Wo.)DE | AT42 (1 Wo.)AT | CH10 (3 Wo.)CH | Erstveröffentlichung: 15. Januar 2016               |
| 2018 | Knights Call         | DE9 (5 Wo.)DE | AT26 (1 Wo.)AT | CH15 (3 Wo.)CH | Erstveröffentlichung: 23. März 2018                 |
| 2020 | Sign of the Times    | DE5 (4 Wo.)DE | AT70 (1 Wo.)AT | CH11 (6 Wo.)CH | Erstveröffentlichung: 8. Mai 2020                   |
| 2021 | Diamonds Unlocked II | DE7 (3 Wo.)DE | AT58 (1 Wo.)AT | CH11 (3 Wo.)CH | Erstveröffentlichung: 30. Juli 2021 Coveralbum      |
| 2022 | Lost XXIII           | DE2 (3 Wo.)DE | AT26 (1 Wo.)AT | CH11 (5 Wo.)CH | Erstveröffentlichung: 15. April 2022                |
| 2024 | Risen Symbol         | DE5 (1 Wo.)DE | AT13 (1 Wo.)AT | CH17 (1 Wo.)CH | Erstveröffentlichung: 14. Juni 2024                 |

### Livealben
| Jahr | Titel                                         | Höchstplatzierung, Gesamtwochen, AuszeichnungChartsChartplatzierungen (Jahr, Titel, Platzierungen, Wochen, Auszeichnungen, Anmerkungen) | Anmerkungen                          |
| Jahr | Titel                                         | DE | Anmerkungen                          |
| ---- | --------------------------------------------- | --- | ------------------------------------ |
| 2013 | Live on Fire - Tour 2012                      | DE51 (1 Wo.)DE | Erstveröffentlichung: 22. März 2013  |
| 2015 | Magic Moments - 25th Anniversary Special Show | DE17 (2 Wo.)DE | Erstveröffentlichung: 24. April 2015 |
| 2019 | XXX Anniversary Live                          | DE36 (1 Wo.)DE | Erstveröffentlichung: 7. Juni 2019   |

Weitere Livealben
- 1995: Made in Germany – Live
- 2002: Knights Live

### Kompilationen
| Jahr | Titel          | Höchstplatzierung, Gesamtwochen, AuszeichnungChartplatzierungen (Jahr, Titel, Platzierungen, Wochen, Auszeichnungen, Anmerkungen) | Höchstplatzierung, Gesamtwochen, AuszeichnungChartplatzierungen (Jahr, Titel, Platzierungen, Wochen, Auszeichnungen, Anmerkungen) | Höchstplatzierung, Gesamtwochen, AuszeichnungChartplatzierungen (Jahr, Titel, Platzierungen, Wochen, Auszeichnungen, Anmerkungen) | Anmerkungen                              |
| Jahr | Titel          | DE | AT | CH | Anmerkungen                              |
| ---- | -------------- | --- | --- | --- | ---------------------------------------- |
| 1999 | The Ballads II | DE89 (2 Wo.)DE | — | — | Erstveröffentlichung: 17. Februar 1999   |
| 2011 | The Ballads IV | DE29 (1 Wo.)DE | — | CH53 (1 Wo.)CH | Erstveröffentlichung: 23. September 2011 |
| 2017 | The Ballads V  | DE17 (2 Wo.)DE | AT67 (1 Wo.)AT | CH28 (2 Wo.)CH | Erstveröffentlichung: 21. April 2017     |
| 2023 | The Ballads VI | DE24 (1 Wo.)DE | — | CH9 (2 Wo.)CH | Erstveröffentlichung: 21. April 2023     |

Weitere Kompilationen
- 1993: The Ballads
- 2000: The Wizards Chosen Few
- 2004: The Ballads III
- 2009: The Best of Axel Rudi Pell (Anniversary Edition)

### Singles (Auswahl)
- 1989: Hear You Calling Me
- 1990: Broken Heart
- 1993: Forever Young
- 2000: Hot Wheels
- 2008: Tales Of The Crown
- 2011: Hallelujah
- 2012: Run With The Wind
- 2012: Before I Die
- 2017: Love s Holding On (feat. Bonnie Tyler)
- 2020: Gunfire
- 2022: Survive
- 2024: Guardian Angel
- 2024: Darkest Hour

### Videoalben
| Jahr | Titel                                         | Höchstplatzierung, Gesamtwochen, AuszeichnungChartplatzierungen (Jahr, Titel, Platzierungen, Wochen, Auszeichnungen, Anmerkungen) | Höchstplatzierung, Gesamtwochen, AuszeichnungChartplatzierungen (Jahr, Titel, Platzierungen, Wochen, Auszeichnungen, Anmerkungen) | Anmerkungen                                            |
| Jahr | Titel                                         | DE | CH | Anmerkungen                                            |
| ---- | --------------------------------------------- | --- | --- | ------------------------------------------------------ |
| 2008 | Live Over Europe                              | DE56 (1 Wo.)DE | — | Erstveröffentlichung: 2008 Platzierung in Album-Charts |
| 2013 | Live on Fire - Tour 2012                      | — | CH9 (2 Wo.)CH | Erstveröffentlichung: 22. März 2013                    |
| 2015 | Magic Moments - 25th Anniversary Special Show | — | CH4 (5 Wo.)CH | Erstveröffentlichung: 24. April 2015                   |

Weitere Videoalben
- 2002: Knight Treasures (Live and More)
- 2010: One Night Live

## Tätigkeit als Journalist
Zwischen 1986 und 1993 arbeitete Pell für das damals noch in Dortmund ansässige Magazin Metal Hammer. Dort war er zunächst freier Mitarbeiter und ab 1988 Bildredakteur. Gelegentlich schrieb er Artikel und Rezensionen unter den Pseudonymen Winfried Kuhl und Dirk Schreiber. Als der Metal Hammer im Jahr 1993 an den Schweizer Verleger Jürg Marquard verkauft wurde und die Redaktion nach München umzog, kündigte Pell.